# Gunstett
Gunstett település Franciaországban, Bas-Rhin megyében. Lakosainak száma 621 fő (2022. január 1.). Gunstett Morsbronn-les-Bains, Biblisheim, Dieffenbach-lès-Wœrth, Durrenbach, Oberdorf-Spachbach, Surbourg és Wœrth községekkel határos.

## Népesség
A település népességének változása:
| Lakosok száma | 683  | 660  | 675  | 655  | 648  | 641  | 635  | 625  | 621  |
|               | 2013 | 2015 | 2016 | 2017 | 2018 | 2019 | 2020 | 2021 | 2022 |